# Parafia Zwiastowania Pańskiego w Skrzebowej
Parafia Zwiastowania Pańskiego w Skrzebowej – parafia rzymskokatolicka znajdująca się w diecezji kaliskiej, w dekanacie Raszków.
Od 27 marca 2023 roku funkcję proboszcza pełni ks. Aleksander Piekielny.